# Seznam narodnih herojev Jugoslavije (C)
Seznam narodnih herojev Jugoslavije, katerih priimki se začnejo na črko C.

## Seznam
- Nikola Car Crni (1910–1942), za narodnega heroja proglašen 5. julija 1951.
- Petar Car (1920–1985), z redom narodnega heroja odlikovan 23. julija 1953.
- Vjećeslav Cvetko Flores (1917–1941), za narodnega heroja proglašen 16. julija 1951.
- Marijan Cvetković (1920–1990), z redom narodnega heroja odlikovan 27. novembra 1953.
- Nikola Cvijetić (1913–1991), z redom narodnega heroja odlikovan 27. novembra 1953.
- Miljenko Cvitković (1914–1943), za narodnega heroja proglašen 22. julija 1949.
- Dragan Cerović Cigo (1919–1942), za narodnega heroja proglašen 10. julija 1953.
- Komnen Cerović (1916 - 2000), z redom narodnega heroja odlikovan 27. novembra 1953.
- Andrej Cetinski Lev (1921–1997), za narodnega heroja proglašen 27. novembra 1953.
- Todor Cipovski Merdžan (1920–1944), za narodnega heroja proglašen 5. julija 1951.
- Krste Crvenkovski Stevo (1921–2001), z redom narodnega heroja odlikovan 27. novembra 1953.